# Atletisme als Jocs Olímpics d'Estiu de 1932 - 10.000 metres masculins
Els 10.000 metres masculins va ser una de les proves del programa d'atletisme disputades durant els Jocs Olímpics d'Estiu de Los Angeles de 1932. La prova es va disputar el 31 de juliol de 1932 i hi van prendre part 16 atletes d'11 nacions diferents.

## Medallistes
| Or                      | Plata                   | Bronze               |
| Janusz Kusociński (POL) | Volmari Iso-Hollo (FIN) | Lasse Virtanen (FIN) |

## Rècords
Aquests eren els rècords del món i olímpic que hi havia abans de la celebració dels Jocs Olímpics de 1932.
| Rècord del Món | 30' 06.2" | Paavo Nurmi | Kuopio (FIN)    | 31 d'agost de 1924   |
| Rècord Olímpic | 30' 18,8" | Paavo Nurmi | Amsterdam (NED) | 29 de juliol de 1928 |

Janusz Kusociński va establir un nou rècord olímpic amb un temps de 30' 11,4".

## Resultats
La competició va consistir en la final, sense cap sèrie prèvia.

### Final
| Pos. | Atletes              | País         | Temps      | Notes |
| ---- | -------------------- | ------------ | ---------- | ----- |
| 1    | Janusz Kusociński    | Polònia      | 30:11.4    | OR NR |
| 2    | Volmari Iso-Hollo    | Finlàndia    | 30:12.6    |       |
| 3    | Lasse Virtanen       | Finlàndia    | 30:35.0    |       |
| 4    | Billy Savidan        | Nova Zelanda | 31:09.0    | NR    |
| 5    | Max Syring           | Alemanya     | 31:35.0    |       |
| 6    | Jean-Gunnar Lindgren | Suècia       | 31:37.0    |       |
| 7    | Juan Morales         | Mèxic        | 32:03.0    |       |
| 8    | Clifford Bricker     | Canadà       | desconegut |       |
| 9    | Masamichi Kitamoto   | Japó         | desconegut |       |
| 10   | Shoichiro Takenaka   | Japó         | desconegut |       |
| 11   | José Ribas           | Argentina    | desconegut |       |
| 12   | Fernando Cicarelli   | Argentina    | desconegut |       |
| 13   | Adalberto Cardoso    | Brasil       | desconegut |       |
| -    | Eino Pentti          | Estats Units | DNF        |       |
| -    | Tom Ottey            | Estats Units | DNF        |       |
| -    | Lou Gregory          | Estats Units | DNF        |       |

Clau: OR = rècord olímpic; NR = rècord nacional; DNF = abandona